# Gorizia (tỉnh)
The Tỉnh Gorizia (tiếng Ý:Provincia di Gorizia, tiếng Slovenia: Goriška pokrajina) là một tỉnh ở vùng tự trị Friuli-Venezia Giulia của Ý. Tỉnh lỵ là thành phố Gorizia.
Tỉnh này có diện tích 466 km² và tổng dân số là 136.491 (2001). Chiều dài bờ biển là 47.6 km. Có 25 đô thị ở trong tỉnh này ( Lưu trữ ngày 7 tháng 8 năm 2007 tại Wayback Machine).